# Saint-Lô
Saint-Lô je francouzské město v regionu Normandie, hlavní město (prefektura) departementu Manche. V roce 2010 zde žilo 18 718 obyvatel. Je centrem arrondissementu Saint-Lô.
Dne 10. října 1944 byla – na počest těžkých bojů o město po vylodění v Normandii – podle Saint-Lô pojmenována eskortní letadlová loď USS St. Lo (CVE-63) (ex Chapin Bay, ex Midway).

## Vývoj počtu obyvatel
Počet obyvatel 